# Im Lande der Kakteen
Im Lande der Kakteen (Originaltitel: Mexican Hayride) ist eine US-amerikanische Filmkomödie aus dem Jahr 1948 mit dem Komikerduo Abbott und Costello. Der Film wurde von Universal-International produziert und basiert auf dem 1944 uraufgeführten Musical Mexican Hayride von Cole Porter, Herbert und Dorothy Fields.

## Handlung
Während den Feierlichkeiten für eine Freundschaftswoche zwischen Mexiko und den USA nimmt Joe Bascom an einem Dauertanzwettbewerb im Samba teil. Der Wettbewerb ist zu Ende, doch Joe kann mit dem Tanzen nicht aufhören. Zudem wird er von der amerikanischen Polizei verfolgt, die Joe für einen Betrüger hält. Auf seiner Flucht gerät er in eine Stierkampfarena.
Der wirkliche Betrüger ist Harry Lambert, der mit der Stierkämpferin Montana zusammenarbeitet. Sie soll ihn zum Sieger des Stierkampfes küren. Joe erkennt in Montana seine Ex-Freundin Marie. Er verwirrt sie so sehr, dass sie versehentlich ihn zum Gewinner kürt. Harry soll dem Pärchen Gus und Dagmar helfen, eine wertlose Silbermine zu verkaufen. Dagmar überzeugt Harry, Joes Bekanntheit als Gewinner zu nutzen.
Harry nimmt die Stelle des Tour-Managers der Freundschaftswoche an. Er kann die Polizei überzeugen, dass es sich bei Joe um den etwas rüpelhaften Humphrey Fish handelt. Als Humphrey genießt Joe seinen Ruhm als Gewinner des Wettkampfes, während Montana versucht, Joes wahre Identität vor ihrem Freund, Botschafts-Attachée David Winthrop, zu verbergen. Joe bekommt von David vorgefasste Reden und erhält von Professor Ganzmeyer Unterricht in Rhetorik. Dagmar tauscht die Manuskripte aus, so dass Joe bei der nächsten Ansprache die Silbermine anpreist. Joe erfährt, dass Harry die Mine mehrfach verkauft. Er versteckt das erschwindelte Geld und lässt sich auch nicht von Dagmar verführen, damit er das Versteck verrät. Im Gegenteil wird Dagmar schwach, als er sie küsst und gleichzeitig in eine Steckdose tritt.
Als Joe eine abendliche Fiesta besuchen will, wird er von David, Montana, Harry und der Polizei aufgehalten. Harrys Betrug wird entlarvt, doch nun ist auch Joe wieder unter Betrugsverdacht. Er will David das ergaunerte Geld wiedergeben, doch als er sein Zimmer aufsucht, sind sowohl das Geld als auch Dagmar verschwunden. David lässt Joe für die Freundschaftstour noch in Freiheit, so dass der sich auf die Suche nach Dagmar machen kann.
Am nächsten Tag soll Harry ins Gefängnis überstellt werden. Auf dem Weg dorthin werden die Wärter von Joe, der sich als mexikanische Frau verkleidet hat, mit Tomaten beworfen. In dem Tumult kann Harry flüchten. Später trifft Joe, diesmal als Mariachi verkleidet, wieder auf Harry, der von der Polizei gejagt wird. Nun wird auch Joe gejagt und erreicht erneut die Stierkampfarena. Unter den Zuschauern befindet sich auch Dagmar, die ihm sagt, dass das Geld in einem Hut versteckt sei, den der Stier trägt. Joe kann den Stier hypnotisieren und den Hut abnehmen. Er wirft das Geld David zu und kann mit Dagmar, nun nicht mehr unter Verdacht, davonreiten.

## Produktion
Gedreht wurde der Film von Anfang Juni bis zum 11. August 1948 in Calabasas, auf der Iverson Ranch in Chatsworth sowie in den Universal-Studios in Universal City.
Obwohl der Film auf einem Musical basiert, wurde ganz auf Musicaldarbietungen verzichtet, da unter Abbott-und-Costello-Fans Unmut über zu viele Musiknummern in früheren Filmen laut geworden war.

## Stab und Besetzung
Bernard Herzbrun und John DeCuir waren die Art Directors, Russell A. Gausman und John P. Austin die Szenenbildner. Leslie I. Carey und Robert Pritchard waren für den Ton verantwortlich, Bud Westmore für das Make-up.
In kleinen nicht im Abspann erwähnten Nebenrollen traten Argentina Brunetti, Mary Castle in ihrem Filmdebüt, Donna Martell, Hans Moebus und Martin Richards auf.

## Synchronisation
Die deutsche Synchronfassung wurde von der Berliner Synchron GmbH Wenzel Lüdecke erstellt.
| Rolle             | Schauspieler     | Deutscher Synchronsprecher |
| ----------------- | ---------------- | -------------------------- |
| Harry Lambert     | Bud Abbott       | Bruno Fritz                |
| Joe Bascom        | Lou Costello     | Georg Thomalla             |
| Mary/Montana      | Virginia Grey    | Sigrid Lagemann            |
| David Winthrop    | John Hubbard     | Erich Fiedler              |
| Martinez          | Pedro de Cordoba | Walther Suessenguth        |
| Prof. Ganzenmeyer | Fritz Feld       | Walter Gross               |
| Ed Mason          | Tom Powers       | Clemens Hasse              |

## Veröffentlichung
Die Premiere des Films fand im Dezember 1948 statt. In der Bundesrepublik Deutschland kam er am 14. Dezember 1951 in die Kinos, in Österreich 14 Tage später.

## Kritiken
Das Lexikon des internationalen Films schrieb: „Auf Situationskomik abzielende Komödie, mit einigen gelungenen Gags.“
Der Kritiker des TV Guide bezeichnete den Film als nichts mehr als die typische Abbott-und-Costello-Komödie voller Gags und Situationen ähnlich denen aus ihren anderen Filmen.